# Diocèse de Gamboma
Le diocèse de Gamboma est une église particulière de l’Église catholique en République du Congo dont le siège est à Gamboma, où se situe la cathédrale Saint Pie X de Gamboma. Il couvre toute la circonscription régionale des Plateaux, allant de la rivière Léfini jusqu’à la rivière Alima. 

## Histoire
Le diocèse de Gamboma est créé le 22 février 2013 par démembrement du diocèse d'Owando. En effet, sorti des souches du grand diocèse d’Owando, le territoire diocésain de Gamboma fut essentiellement évangélisé, d’un côté par les pères spiritains, implantés actuellement à la paroisse Sainte Thérèse de l’Enfant Jésus de Lékana, la plus vieille mission catholique du diocèse qui a célébré le 17 décembre 2017 son heureux jubilé de chêne (80 ans d’évangélisation) ; et de l’autre, par les missionnaires polonais naguère chargés de la mission catholique sur l’axe Gamboma-Makotimpoko. Mgr Urbain Ngassonga est le tout premier évêque du diocèse de Gamboma. Son ordination épiscopale et sa prise canonique ont eu lieu le dimanche 21 avril 2013 sur l’esplanade de la cathédrale Saint Pie X de Gamboma. 

## Géographie
Le diocèse recouvre tout le département des Plateaux. Avec une superficie de 38.400 km2 , le diocèse de Gamboma est limité au Nord par le diocèse d’Owando, au sud par l’archidiocèse de Brazzaville, à l’Est par le diocèse de Mbandaka (RDC) et à l’Ouest par les diocèses de Dolisie et de Franceville (Gabon). Son siège est la cathédrale Saint-Pie X de Gamboma. 
Le territoire diocésain de Gamboma comporte une population d’environ 200.000 habitants. On y trouve des bantous (majoritaires) et des autochtones. Le territoire est constitué de plusieurs ethnies dont les plus connues sont : les Tékés (avec ses sous-groupes que sont les koukouyas, les ndinzous, les bomas, les gangoulous, et les tékés-alima), les mbochis, les moyes, les banguis.

## Liste des évêques
- Urbain Ngassongo (depuis le 22 février 2013)